# Административное деление Молдавской ССР на 1 марта 1961 года
Молдавская ССР по состоянию на 1 марта 1961 года делилась на районы и города республиканского подчинения:
- общее число районов — 35
- общее число сельсоветов — 607
- общее число городов — 17, в том числе городов республиканского подчинения — 4
- столица Молдавской ССР — город Кишинёв

Районы
- Атакский район (17 сельсоветов, центр — пгт Атаки)
- Бельцкий район (13 сельсоветов, центр — город Бельцы)
- Бендерский район (11 сельсоветов, центр — город Бендеры)
- Бульбокский район (20 сельсоветов, центр — село Новые Анены)
- Вулканештский район (15 сельсоветов, центр — село Вулканешты)
- Глодянский район (16 сельсоветов, центр — село Глодяны)
- Дрокиевский район (22 сельсовета, центр — пгт Дрокия)
- Дубоссарский район (10 сельсоветов, центр — город Дубоссары)
- Единецкий район (20 сельсоветов, центр — пгт Единцы)
- Кагульский район (12 сельсоветов, центр — город Кагул)
- Каларашский район (20 сельсоветов, центр — город Калараш)
- Карпиненский район (11 сельсоветов, центр — село Карпинены)
- Каушанский район (29 сельсоветов, центр — село Новые Каушаны)
- Комратский район (12 сельсоветов, центр — город Комрат)
- Котовский район (19 сельсоветов, центр — пгт Котовск)
- Криулянский район (20 сельсоветов, центр — село Криуляны)
- Лазовский район (14 сельсоветов, центр — село Сынжерей)
- Леовский район (12 сельсоветов, центр — город Леово)
- Липканский район (15 сельсоветов, центр — пгт Липканы)
- Ниспоренский район (11 сельсоветов, центр — село Ниспорены)
- Окницкий район (17 сельсоветов, центр — пгт Окница)
- Оргеевский район (17 сельсоветов, центр — город Оргеев)
- Резинский район (25 сельсоветов, центр — город Резина)
- Рыбницкий район (29 сельсоветов, центр — город Рыбница)
- Рышканский район (20 сельсоветов, центр — пгт Рышканы)
- Сорокский район (17 сельсоветов, центр — город Сороки)
- Страшенский район (20 сельсоветов, центр — село Страшены)
- Тараклийский район (8 сельсоветов, центр — пгт Тараклия)
- Теленештский район (19 сельсоветов, центр — пгт Теленешты)
- Тираспольский район (18 сельсоветов, центр — город Тирасполь)
- Унгенский район (21 сельсовет, центр — город Унгены)
- Фалештский район (19 сельсоветов, центр — город Фалешты)
- Флорештский район (30 сельсоветов, центр — город Флорешты)
- Чадыр-Лунгский район (10 сельсоветов, центр — город Чадыр-Лунга)
- Чимишлийский район (18 сельсоветов, центр — село Чимишлия)

Городские поселения республиканского подчинения
- Бельцы
- Бендеры
- Кишинёв
  - Ленинский район
  - Сталинский район
- Тирасполь